# 华盛顿·路易斯·佩雷拉·德索萨
华盛顿·路易斯·佩雷拉·德索萨（Washington Luís Pereira de Sousa，1869年10月26日—1957年8月4日），巴西政治家、總統，他出生于里约热内卢马卡埃，后迁到圣保罗州，在聖保羅州長大，在那儿他成为一名律师。在該州從政30多年，1920年任聖保羅市長、1926年当选总统。佩雷拉·德索萨是巴西第一共和国最后一个总统，面对1929年危机，他未能在大蕭條前加強巴西業已衰落的經濟，失去了几乎所有他的支持。他于1930年选出他的朋友胡里奥·普雷斯特斯为他的继任者，但仅3个星期前就结束他的任期，佩雷拉·德索萨被军事政变推翻（1930年革命），由一个军政府接替。